# Kahlquellen
Koordinaten: 50° 7′ 17,4″ N, 9° 18′ 59,5″ O
Die Kahlquellen, oft auch Kahlquelle, oder früher Kahlborn und Kahlursprung genannt, sind zwei größere Quellen am Rande des oberen Kahlgrundes im Landkreis Aschaffenburg in Unterfranken, denen der Spessartfluss Kahl entspringt. Die Quellen liegen im gemeindefreien Gebiet Wiesener Forst.

## Geographie

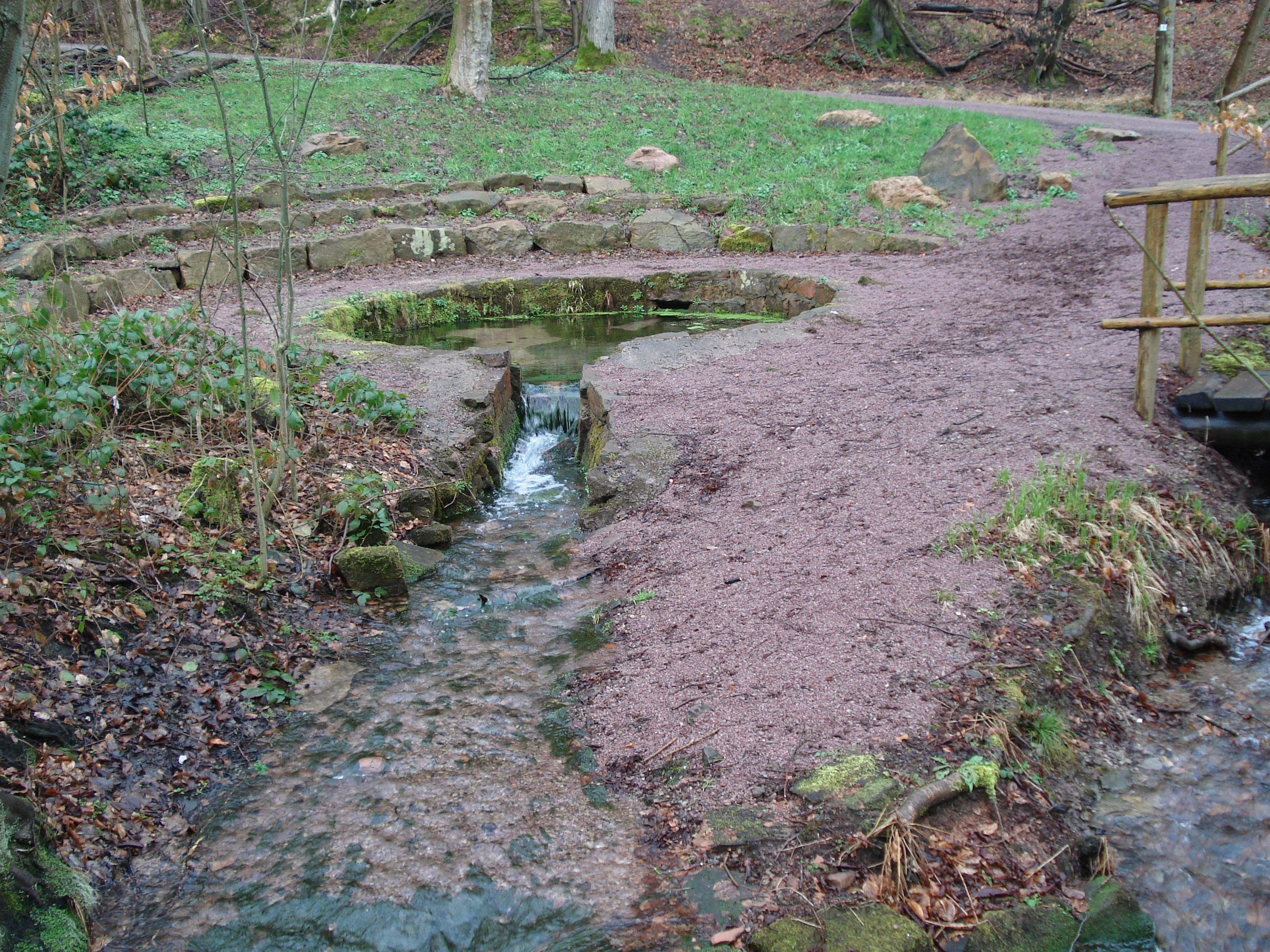
Die orografisch rechte (nördliche) Kahlquelle

Die Kahlquellen befinden sich am Waldrand oberhalb des zur Gemeinde Kleinkahl gehörenden Ortes Bamberger Mühle (Kahlmühle). Sie liegen auf etwa 290 m ü. NHN im Waldgebiet Buchhalle unterhalb der Berge Koppe (437 m) und Steinberg (439 m).
Aus zwei in Brunnenringen gefassten Schichtquellen, links und rechts der Staatsstraße 2305, entspringt das Wasser der jungen Kahl. Schon nach wenigen Metern vereinigen sich beide Quellbäche. Diese Quellen schütten durchschnittlich 50 bis 60 Liter Wasser pro Sekunde und gehören damit zu den stärksten im Spessart. Im Frühling kann die Schüttung auf bis zu 100 l/s ansteigen und im Herbst auf 40 l/s absinken. Am rechten Hang des Berges liegen zahlreiche weitere Quellen, die die Forellenzuchtweiher der Bamberger Mühle speisen. Ihre mittlere Gesamtschüttung beträgt etwa 10–20 Liter pro Sekunde.
An den Kahlquellen führen der Degen-Weg und der Kahltal-Spessart-Radwanderweg vorbei. Etwa 500 m unterhalb der Quellen befindet sich die Marienkapelle an der Kahlquelle. Ungefähr 3 km südlich liegt die Kleinkahlquelle.

## Beschreibung

Übersichtskarte der Kahlquellen

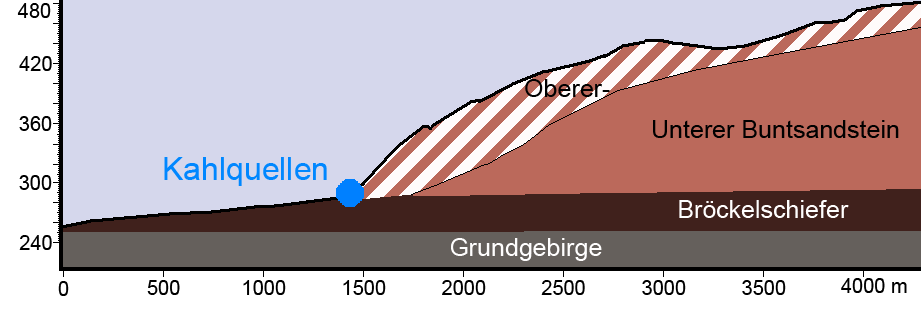
Geologische Schichten im Querschnitt

Das Quellwasser im Berg sickert durch die Klüfte des Oberen und Unteren Spessartbuntsandsteins bis auf die tonige Schicht des Bröckelschiefers, die ein tieferes Eindringen verhindert. Auf der Schichtgrenze entspringen die Kahlquellen. Es gibt dort mehrere Quellaustritte, deren Wasser durch kleine Öffnungen in den Sandsteinfassungen in die runden Quellbecken strömt.
Die kreisrunden Quellfassungen wurden zur Nutzung des Wassers angelegt. Beide Becken leiten das Wasser in zwei kurze Sammelkanäle ab, von denen das Antriebswasser über einen Mühlkanal der Bamberger Mühle zugeführt wurde. Daneben wurde auch Wasser auf die Wiesen zur Bewässerung abgeleitet.
Die orografisch linke und südliche der beiden Quellen schüttet die meiste Zeit im Jahr stärker, kann jedoch in heißen Sommern manchmal komplett versiegen. Sinkt der Wasserstand, fließt das Quellwasser nicht wie sonst über den steinernen Sammelkanal ab, sondern erreicht das Bachbett der Kahl durch ein Rohr unterhalb der Wasseroberfläche. Die linke Quelle ist mit einem Holzgeländer umrandet, weil sie direkt am Hang liegt. Ihr Quellbecken hat einen Durchmesser von etwa 3 m und ist 35–40 cm tief. Die Quellfassung der rechten, nördlichen Kahlquelle ist 20 cm tief und hat einen Durchmesser von ca. 4 m. Sie befindet sich inmitten eines ebenen, vegetationsfreien Platzes, der über einen kurzen Holzsteg erreichbar ist. Beide Kahlquellen stehen unter Naturschutz. Ihr Wasser hat ganzjährig eine Temperatur von 7°C und die Gewässergüteklasse I-II. Es ist stark mit Sauerstoff gesättigt. Ende November 2020 versiegte die linke Quelle aufgrund anhaltender Trockenheit für mehrere Wochen.
Der sich bergwärts in Richtung der Gemeinde Wiesen fortsetzende Lange Grund liegt meist trocken, gehört aber noch zum Einzugsgebiet der Kahl. Nach Starkregen oder bei der Schneeschmelze entsteht aber schon viel weiter nordöstlich unterhalb des Dr. Karl-Kihn-Platzes am Greifenberg (483 m) ein Bach. Er läuft durch den rechten Talast Pfaffengrund zwischen den Bergen Koppe und Hoher Sang bis zur Staatsstraße und erreicht dann in deren Straßengraben die Kahlquellen. An der rechten Quellfassung fließt dieses Wasser in ein sonst trockenes Bachbett und mündet in den rechten Quellbach. Oft entspringen außerhalb des rechten Beckens am Wegesrand kleine Quellen, deren Wasser in dieses Bachbett einfließt.
Rund um die Kahlquellen standen im späten Mittelalter oder in der frühen Neuzeit heute abgegangene Glashütten. Weitere in der Nähe liegende sind die Epstein-Glashütten.

## Flora und Fauna
An den Kahlquellen wächst Brunnenkresse und Springkraut sowie in den Becken Quellmoos. Früher kamen im Quellwasser auch Höhlenflohkrebse vor.

## Galerie

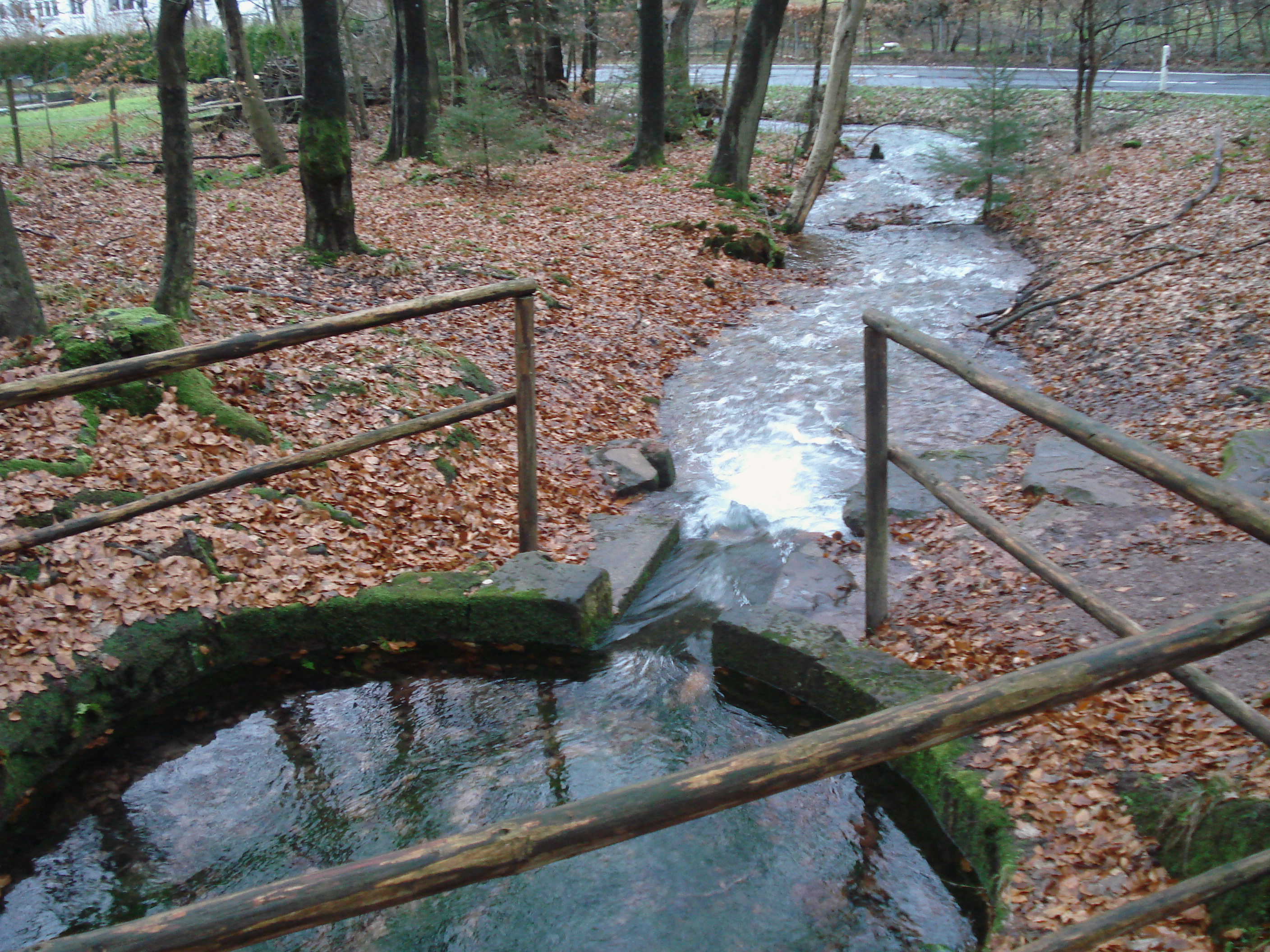
Linke Kahlquelle (Blick in Flussrichtung)
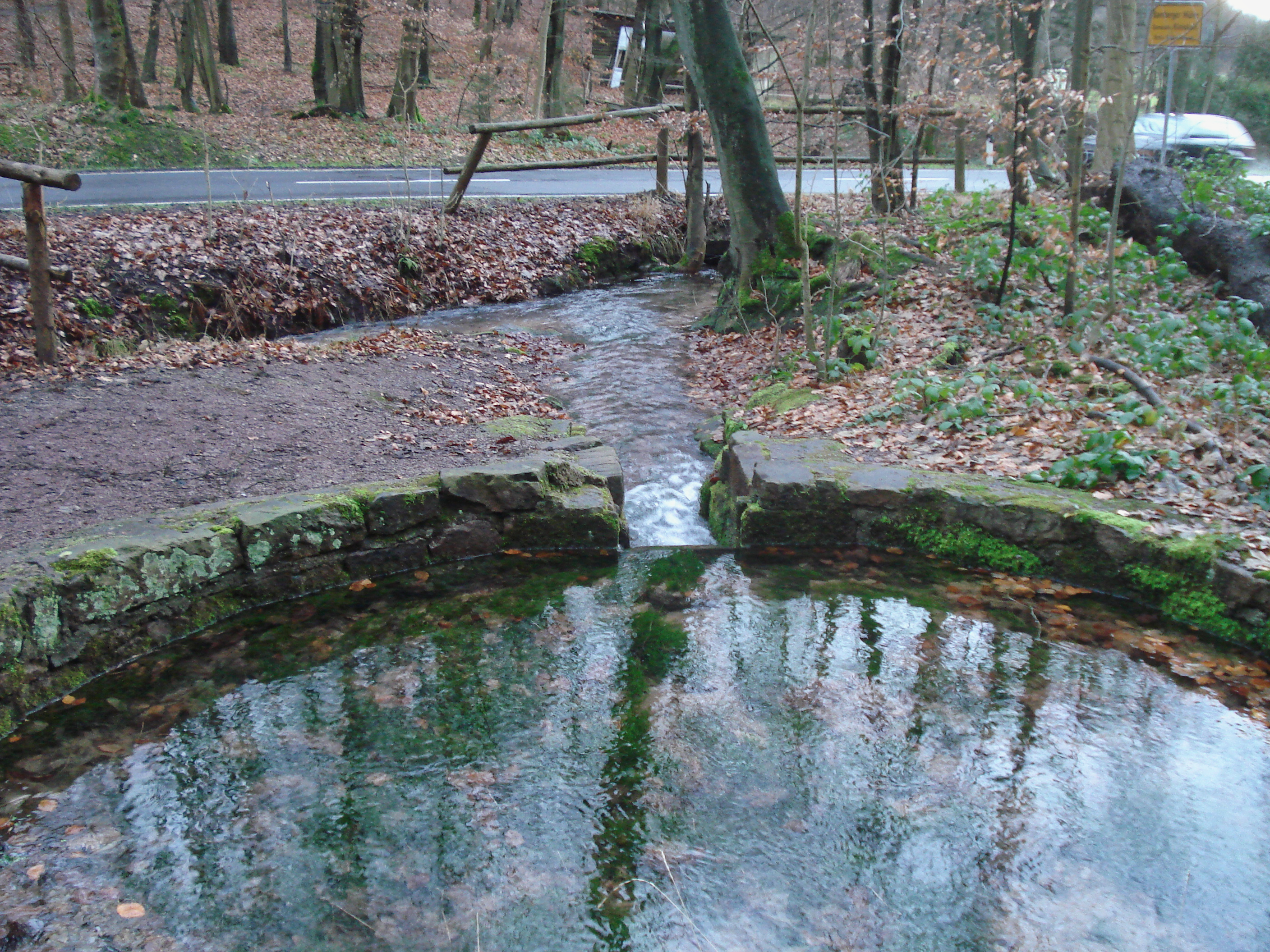
Rechte Kahlquelle (Blick in Flussrichtung)
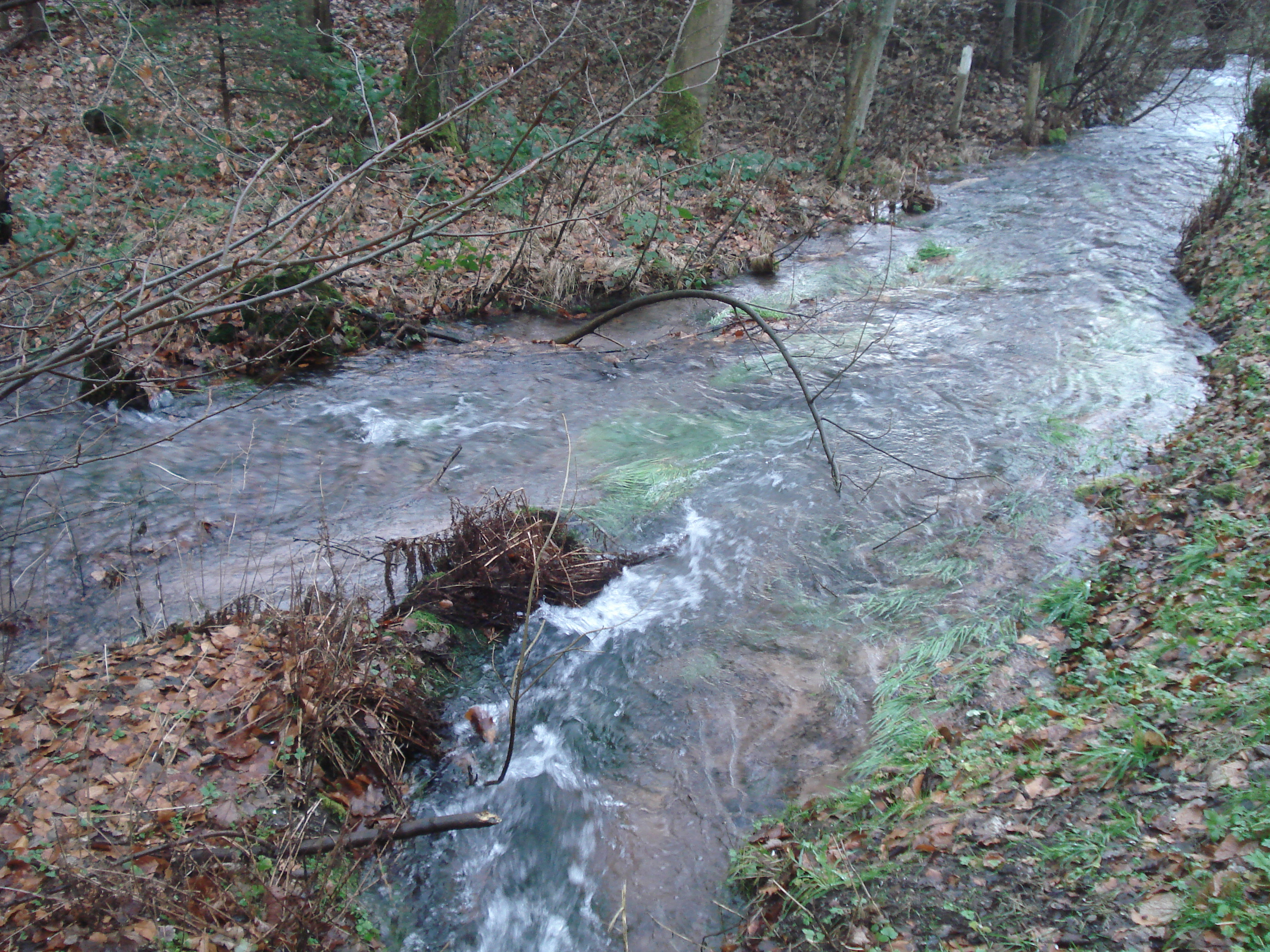
Zusammenfluss der beiden Quellbäche
- Unterwasseraufnahme der linken Kahlquelle
- Unterwasseraufnahme der rechten Kahlquelle
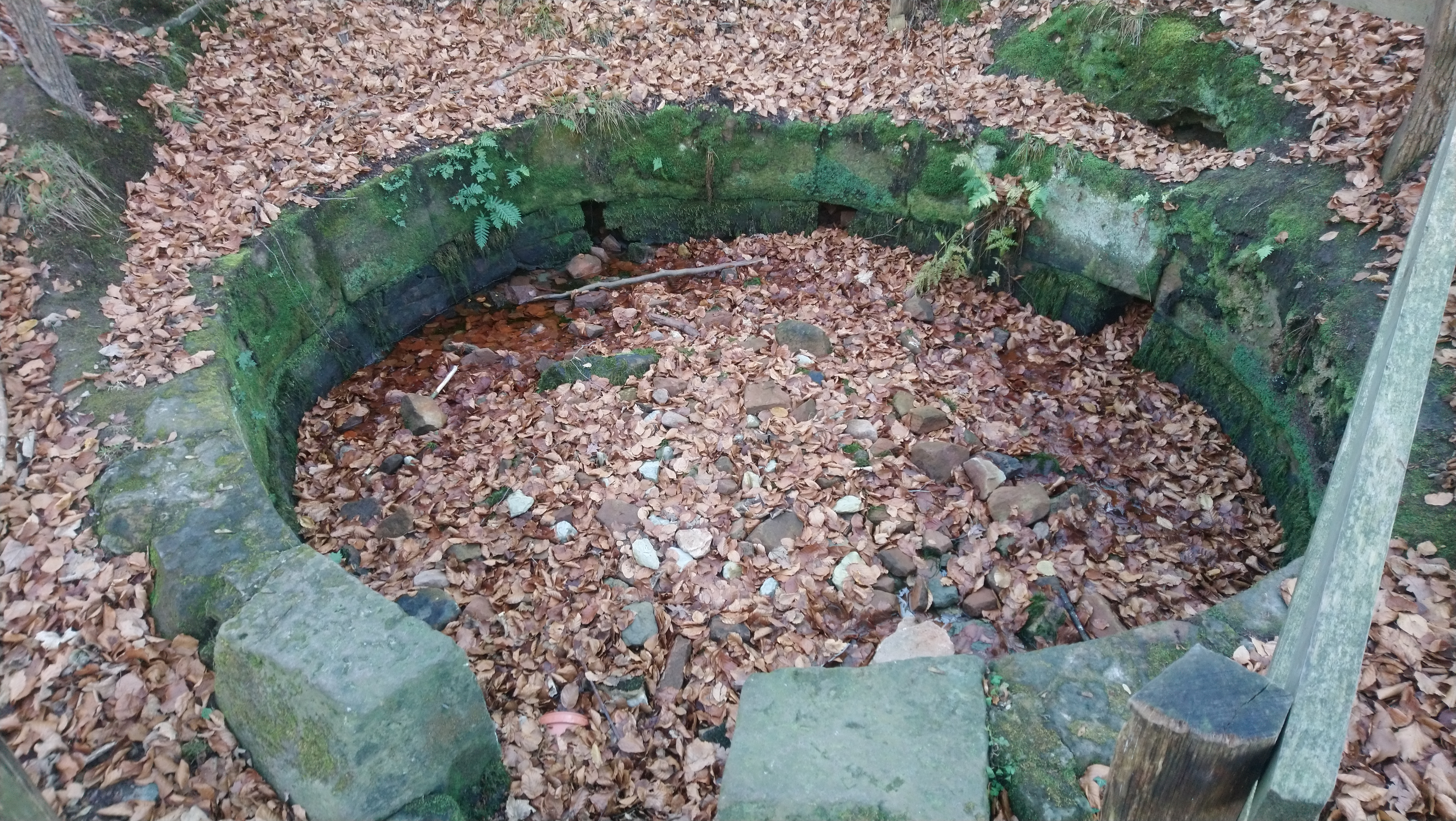
Linke Kahlquelle versiegt